# John Northampton
John Northampton (falecido em 1361) foi um Cónego de Windsor de 1352 a 1355.

## Carreira
Ele foi nomeado:
- Procurador na Inglaterra do Abade de Cluny, Audrouin de La Roche, 1355

Na Capela de São Jorge, Castelo de Windsor, ocupou a canonaria até 1355.